# Hamza Mendyl
Hamza Mendyl, né le 21 octobre 1997 à Casablanca au Maroc est un footballeur international marocain qui évolue actuellement au poste de latéral gauche à l'Aris Salonique. Il possède également la nationalité ivoirienne.

## Biographie

### Jeunesse (1997-2002)
Hamza Mendyl naît le 21 octobre 1997 à Casablanca d'un père ivoirien et d'une mère marocaine. Fils unique, Hamza possède deux nationalités : marocaine et ivoirienne. Son père, Zackariya Mendyl arrive au Maroc dans les années 1980 en provenance d'Abidjan dans le but de trouver un travail. Après avoir résidé quatre ans à Casablanca, il rencontre Fatima, une Marocaine venue également à Casablanca dans le but de trouver un travail, en provenance du Sahara. Les deux personnes finiront par donner naissance au jeune maroco-ivoirien.
Hamza grandit , lors de son enfance, dans sa ville natale et voit ses parents divorcer. Son père monte vivre à Paris pendant que Hamza reste vivre chez sa mère à Casablanca.
Hamza lance sa carrière footballistique au Wydad Casablanca avant de rejoindre l'Académie Mohammed VI, principale académie marocaine pour la formation des joueurs marocains. Rêvant d'évoluer à l'étranger, au début de 2016, le club français du LOSC Lille s'intéresse au jeune ivoiro-marocain.

#### Formation au Maroc et à Lille (2002-2018)

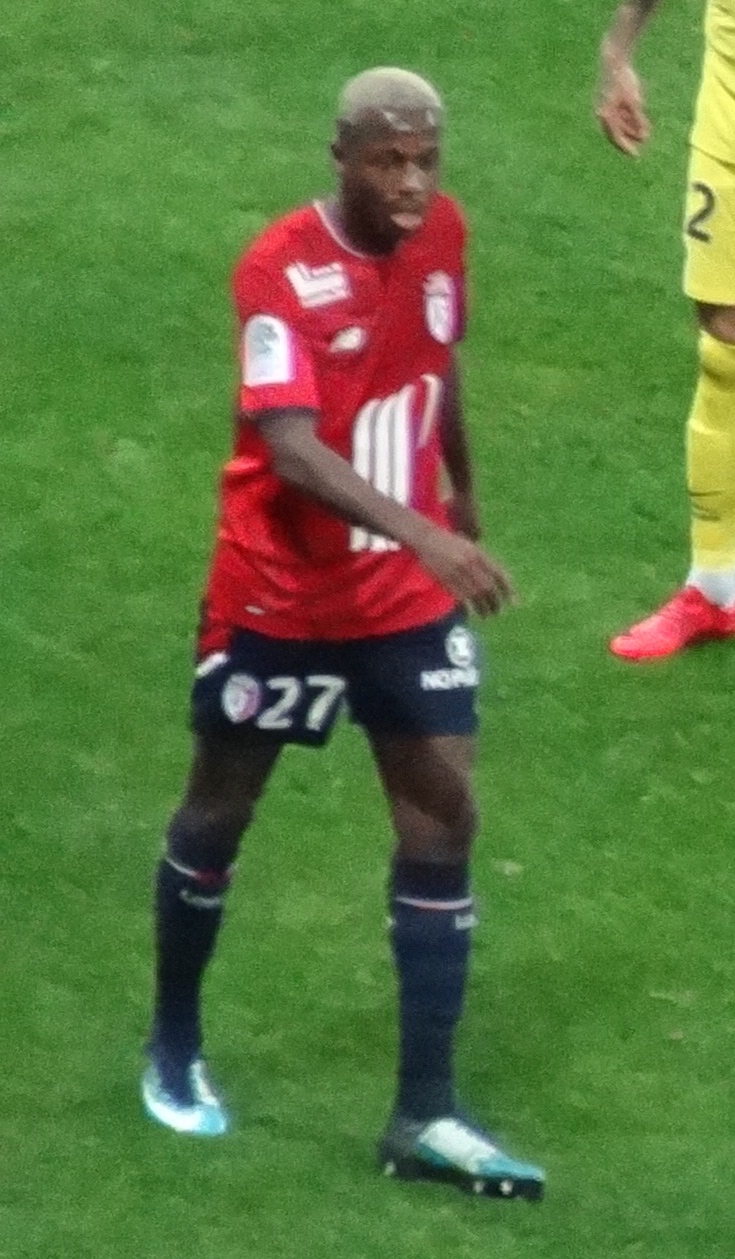
Mendyl avec le LOSC en 2017.

En mars 2016, les deux clubs trouvent un accord pour une saison au Lille OSC en forme de prêt, dans l'équipe réserve. Il joue avec l'équipe B 26 matchs dans lesquelles il inscrit un but.
Il signe en 2017 son premier contrat professionnel avec le club lillois pour une durée de cinq ans, jusqu'au 30 juin 2021. Hamza Mendyl fait ses débuts professionnels le 18 février 2017 lors de la 26e journée de Ligue 1 face au Stade Malherbe Caen (victoire 0-1) en entrant à la 79e minute de jeu. Il est titularisé pour la première fois lors d'un match de Coupe de France, contre le Bergerac PFC, le 2 mars 2017. Le 21 octobre 2017, à l'occasion de son anniversaire, son entraîneur décide de le faire rentrer lors de la deuxième mi-tempsdu match championnat face à Rennes où il écope d'un carton rouge à la 87e minute.
Lors du début de saison 2017-18, il gagne sa place de titulaire dans le club du LOSC Lille mais sera vite mis en approche en début de mercato d'été 2018 avec de grands clubs comme l'Arsenal FC, le PSV Eindhoven ou encore le Schalke 04.

#### Schalke 04 (2018-2022)

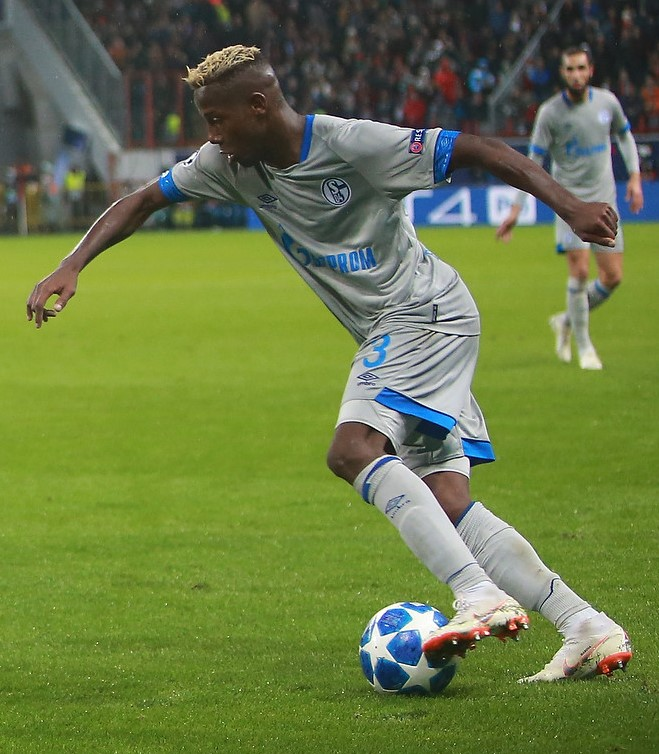
Mendyl en pleine action en Ligue des champions en 2018.

Lors du mercato d'été 2018, le club anglais d'Arsenal s'intéresse au jeune talent marocain. Le club allemand de Schalke 04 se penche également sur son profil pour le faire évoluer sur le flanc gauche de l'équipe où la longue indisponibilité de Bastian Oczipka, opéré à l'aine, pose un problème,. Le LOSC, acculé par les instances de contrôle financier, finit par céder l'international marocain qui s'engage le 17 août 2018 avec le club allemand pour cinq saisons et un montant de 7 millions d'euros,,,.
Le 15 septembre 2018, Domenico Tedesco décide de titulariser Hamza Mendyl pour sa première apparition sous le maillot du Schalke 04 dans un match qui oppose son équipe au Borussia Mönchengladbach. Après un début catastrophique cause de plusieurs tacles sévères, écopant déjà d'un carton jaune, l'entraîneur décide de le faire sortir à la 25e minute pour faire rentrer Alessandro Schöpf (défaite, 3-1). Dans son deuxième match, il est titularisé avec son coéquipier en équipe nationale Amine Harit dans un match face à Fribourg où il joue 90 minutes (défaite, 1-0). Le 3 octobre 2018, il est titularisé pour son premier match de Ligue des champions à l'extérieur face au Lokomotiv Moscou où il joue 90 minutes (victoire, 0-1). En décembre 2018, le joueur se blesse lors d'un match de championnat et se doit de rester écarté des terrains pendant deux mois.
Le 21 février 2019, il fait son retour de blessure en étant titularisé en huitième de finales de la Ligue des champions face à Manchester City. Lors de ce match, il est titularisé en tant qu'attaquant de pointe, sachant que le joueur est pur latéral gauche. Le match se solde sur une défaite de 2-3 à domicile.

#### Prêt à Dijon (2019-2020)
Le 21 août 2019, il est prêté avec option d'achat une saison au Dijon FCO. 
Ses dribbles ravageurs et son apport offensif font de lui un titulaire indiscutable à son poste lors de sa seule saison dijonnaise, alors qu'il est en concurrence avec Ngonda Muzinga. Ses lacunes sont principalement défensives, il récolte notamment 7 cartons jaunes et 1 carton rouge en 20 matchs toutes compétitions confondues.
Il marque son premier but en professionnel contre le Toulouse FC lors de la 28ème journée du championnat (victoire 2-1 des siens).
Il retourne à Schalke 04 à l'issue de son prêt.

#### Prêt au Gaziantep (2021-2022)
Le 25 juillet 2021, il est prêté pour une saison au Gaziantep SK, club évoluant en Süper Lig.
Le 29 juillet 2021, il est titularisé pour la première fois à l'occasion d'un match amical contre le FSV Mainz (défaite, 1-0). Le 28 novembre 2021, il délivre deux passes décisives face à Konyaspor en championnat turc (victoire, 3-2).

#### OH Louvain (2022-2024)
Le 6 juillet 2022, Hamza Mendyl s'engage librement à l'OH Louvain en Jupiler Pro League pour une durée de trois saisons.
Le 30 juillet 2022, il dispute son premier match avec le club à l'occasion de la deuxième journée de championnat face au KVC Westerlo (victoire, 2-0). Il entre en jeu à la 85ème minute en remplaçant Raphael Holzhauser.

#### Aris Salonique (depuis 2025)
Lors du mercato hivernal 2024-2025, Hamza Mendyl quitte OHL pour s'engager avec l'Aris Salonique.

#### En sélection
Né d'une mère marocaine et d'un père ivoirien, Hamza a toujours rêvé de représenter son pays où il est né et a grandi dans la ville de Casablanca. Il reçoit sa première sélection en équipe du Maroc le 4 septembre 2016, contre l'équipe de Sao Tomé-et-Principe (victoire 2-0),. Il s'agit d'une rencontre entrant dans le cadre des éliminatoires de la Coupe d'Afrique des nations 2017. Mendyl est accueilli par Mounir Obbadi et Sofiane Boufal (également ex-joueurs du LOSC) en sélection. Il déclare : « Pour mon premier rassemblement avec les A, j’étais très timide, trop surpris de jouer avec ces joueurs-là, dont certains sont dans de très grands clubs. Heureusement que je pouvais compter sur Sofiane (Boufal) et Mounir (Obbadi) que je connaissais du LOSC. Ils m’ont permis de bien m’adapter, de m’intégrer, ils m’ont beaucoup parlé ». Hamza Mendyl est titulaire et dispute l'intégralité de cette rencontre.
Le 8 octobre 2016, il joue son deuxième match avec la sélection marocaine, contre le Gabon (match nul 0-0). Ce match entre dans le cadre des éliminatoires du mondial 2018. Il entre sur le terrain à la 87e minute de jeu, en remplacement d'Achraf Lazaar. 
Il participe ensuite à la CAN 2017 et est titulaire à toutes les rencontres et joue l'intégralité des matchs (RD Congo, Togo et Côte d'Ivoire) et contre l'Egypte en quart de finale (défaite 1-0),. En mai 2018, il se retrouve sur la liste des sélectionnés d'Hervé Renard pour prendre part à la Coupe du monde 2018 en Russie. Hamza Mendyl finira par être le seul joueur avec Youssef Aït Bennasser à ne pas avoir fait de minutes en sélection dans la compétition. Les Lions de l'Atlas seront éliminés au premier de la Coupe du monde après deux défaites face à l'Iran (0-1) et le Portugal (0-1) ainsi qu'un match nul face à l'Espagne (2-2).

## Statistiques

### En club
| Saison                | Club                  | Championnat           | Championnat | Championnat | Championnat | Coupe(s) nationale(s) | Coupe(s) nationale(s) | Coupe(s) nationale(s) | Compétition(s) continentale(s) | Compétition(s) continentale(s) | Compétition(s) continentale(s) | Compétition(s) continentale(s) | Total | Total | Total |
| Saison                | Club                  | Division              | M.          | B.          | P.d.        | M.                    | B.                    | P.d.                  | Comp.                          | M.                             | B.                             | P.d.                           | M.    | B.    | P.d.  |
| 2016-2017             | LOSC Lille            | Ligue 1               | 1           | 0           | 0           | 1                     | 0                     | 0                     | -                              | -                              | -                              | -                              | 2     | 0     | 0     |
| 2017-2018             | LOSC Lille            | Ligue 1               | 12          | 0           | 0           | 2                     | 0                     | 0                     | -                              | -                              | -                              | -                              | 14    | 0     | 0     |
| Sous-total            | Sous-total            | Sous-total            | 13          | 0           | 0           | 3                     | 0                     | 0                     | -                              | -                              | -                              | -                              | 16    | 0     | 0     |
| 2018-2019             | Schalke 04            | Bundesliga            | 9           | 0           | 0           | 1                     | 0                     | 0                     | C1                             | 6                              | 0                              | 0                              | 16    | 0     | 0     |
| 2020-2021             | Schalke 04            | Bundesliga            | 3           | 0           | -           | 2                     | 0                     | 0                     | -                              | -                              | -                              | -                              | 5     | 0     | 0     |
| Sous-total            | Sous-total            | Sous-total            | 12          | 0           | 0           | 3                     | 0                     | 0                     | -                              | 6                              | 0                              | 0                              | 21    | 0     | 0     |
| 2019-2020             | Dijon FCO (prêt)      | Ligue 1               | 18          | 1           | 0           | 2                     | 0                     | 0                     | -                              | -                              | -                              | -                              | 20    | 1     | 0     |
| 2021-2022             | Gaziantep FK (prêt)   | Süper Lig             | 22          | 1           | 2           | 1                     | 0                     | -                     | -                              | -                              | -                              | -                              | 23    | 1     | 2     |
| 2022-2023             | OH Louvain            | Division 1A           | 28          | 0           | 5           | 2                     | 0                     | 0                     | -                              | -                              | -                              | -                              | 30    | 0     | 5     |
| 2023-2024             | OH Louvain            | Division 1A           | 26          | 3           | 2           | 1                     | 0                     | 0                     | -                              | -                              | -                              | -                              | 27    | 3     | 2     |
| 2024-2025             | OH Louvain            | Division 1A           | 12          | 0           | 1           | 2                     | 0                     | 0                     | -                              | -                              | -                              | -                              | 14    | 0     | 1     |
| Sous-total            | Sous-total            | Sous-total            | 66          | 3           | 8           | 5                     | 0                     | 0                     | -                              | -                              | -                              | -                              | 71    | 3     | 8     |
| 2024-2025             | Aris Salonique        | Super League          | 1           | 0           | 1           | -                     | -                     | -                     | -                              | -                              | -                              | -                              | 1     | 0     | 1     |
| Total sur la carrière | Total sur la carrière | Total sur la carrière | 132         | 5           | 11          | 14                    | 0                     | 0                     | -                              | 6                              | 0                              | 0                              | 152   | 5     | 11    |

### En sélection
Le tableau suivant liste les rencontres de l'équipe du Maroc dans lesquelles Hamza Mendyl a été sélectionné depuis le 4 septembre 2016 jusqu'à présent.

## Récompenses individuelles
Maroc
- CAN 2017 : membre de l'équipe type du premier tour.

## Vie privée
Hamza naît à Casablanca d'un père ivoirien originaire d'Abidjan, et d'une mère marocaine. Étant fils unique, il grandit dans sa ville natale et commence très jeune le football chez les jeunes du Wydad de Casablanca. Les parents de Hamza Mendyl divorcent dans les années 2010. Son père part vivre à Paris pendant que sa mère reste à Casablanca.
En décembre 2018, il épouse l'actrice marocaine Marwa Ouhaly.